# Фрідріх Бруггер
Фрідріх Бруггер (нім. Friedrich Brugger; 13 січня 1815, Мюнхен — 8 квітня 1870, Мюнхен) — німецький скульптор.

## Біографія
Бруггер навчався в Мюнхенській академії мистецтв. Після перебування в Італії з 1841 по 1843 рік він повернувся до Мюнхена і отримав замовлення від короля Людвіга I на кілька бюстів у Залі Слави та на кілька великих бронзових статуй. Разом з Йоганом Мартіном фон Вагнером та Йоганом фон Хальбігом він створив Квадригу на Мюнхенській облозі. Він спроектував і змоделював форму пам'ятника королю Максиміліану II, відлитого Фердинандом фон Міллером у 1860 році, який установлений на почесному місці Старого палацу на Максиміліанштрассе в Байройті.